# Star Trek (film 1979)
Star Trek (ang.: Star Trek: The Motion Picture; w skrócie: TMP) – film fantastycznonaukowy z 1979 roku w reżyserii Roberta Wise’a, wyprodukowany przez wytwórnię Paramount Pictures. Jest kontynuacją serialu Star Trek: Seria oryginalna.

## Fabuła
Trzy klingońskie krążowniki zostają zniszczone podczas ataku tajemniczej mgławicy. Stacja kosmiczna Epsilon IX przechwytuje wysłane przez nich komunikaty i informuje dowództwo Gwiezdnej Floty, że owa mgławica czy też obłok energii kieruje się w stronę Ziemi. Kapitan Kirk, który został awansowany na admirała i od dłuższego czasu zajmował się głównie pracą administracyjną, obejmuje ponownie dowództwo na „Enterprise”, za to dotychczasowy dowódca statku, kapitan Willard Decker, zostaje zdegradowany do rangi komandora i do stanowiska pierwszego oficera, co powoduje konflikt między nim a Kirkiem. W dodatku na „Enterprise” właśnie kończy się wielomiesięczny remont; statek wciąż nękają awarie, jak np. awaria transportera, na skutek której ginie dwoje członków załogi, w tym oficer naukowy, Wolkanin Sonak. Pomimo to statek pod dowództwem Kirka wyrusza, by dowiedzieć się, czym jest tajemniczy obłok, nim zagrozi on Ziemi. Do załogi dołącza nowy nawigator, pochodząca z planety Delta porucznik Ilia, którą w przeszłości łączył związek z komandorem Deckerem oraz, na specjalne życzenie kapitana Kirka, doktor McCoy. Nieoczekiwanie pojawia się także Spock; tłumaczy on, że przebywając na Wolkanie wyczuł zbliżanie się istoty obdarzonej niezwykłymi mocami umysłu i pragnie ją zbadać. Kirk przywraca go na stanowisko oficera naukowego.
Mgławica przemieszczając się w stronę Ziemi niszczy stację Epsilon IX, a następnie atakuje zbliżający się „Enterprise”; wysłane ku niej sygnały pozostają bez odpowiedzi. W ostatniej chwili Spockowi udaje się nadać pozdrowienia na właściwej częstotliwości, co ratuje statek od zagłady. Załoga kontynuuje misję i odkrywa, że obłok jest złożony z pól siłowych o ogromnej mocy, w centrum których znajduje się olbrzymi obiekt. Wysłana z niego wiązka energii próbuje przejąć kontrolę nad komputerem „Enterprise”, a potem uprowadza deltańską nawigator, porucznik Ilię. „Enterprise” zostaje wciągnięty do wnętrza gigantycznego statku i uwięziony w jednej z jego części, a na pokładzie pojawia się doskonała, mechaniczna kopia Ilii, która pełni rolę sondy oraz kanału komunikacyjnego. Dzięki niej Kirk i jego przyjaciele dowiadują się, że mają do czynienia z istota zwaną V’Ger, która zmierza ku Ziemi w poszukiwaniu „stwórcy”. Komunikacja z sondą jest jednak utrudniona, gdyż nie rozumie ona ludzkich pojęć i sposobu myślenia. Nie traktuje załogi jako godnego rozmówcy, uważa, że są jedynie „węglowymi istotami”, zanieczyszczającymi imponujący twór, jakim jest sam statek. Kirk i Spock mają jednak nadzieję, że w procesie kopiowania zachowane zostały pamięć i uczucia Ilii, dlatego Decker zostaje wyznaczony do kontaktów z sondą. Ze swej strony Spock podejmuje próbę porozumienia z V’Gerem za pomocą połączenia jaźni; przypłaca to utratą przytomności i lekkim urazem mózgu, odkrywa jednak, że V’Ger pochodzi z planety zamieszkałej przez żyjące, inteligentne maszyny. Przemierza on przestrzeń, magazynując informacje, w wiedzy i czystej logice nie znajduje jednak sensu swego istnienia; odnalezienie stwórcy ma mu to zapewnić.
Dotarłszy do Ziemi, V’Ger nadaje proste sygnały radiowe, na które jednak nie ma odpowiedzi; podejmuje więc decyzję o zniszczeniu na planecie całego życia, uznając, że to „węglowe zanieczyszczenia” zakłócają komunikację z jego stwórcą. Próbując powstrzymać katastrofę, Kirk wraz ze Spockiem, McCoyem i Deckerem docierają do jego centrum dowodzenia, gdzie znajdują ponad 300-letnią sondę Voyager 6. Doleciała ona na planetę maszyn, której mieszkańcy uznali ją za prymitywną istotę swego gatunku i odesłali na Ziemię w formie potężnego statku. V’Ger wyewoluował w superinteligentny, poszukujący celu istnienia, niezależny byt, posiadający niemal nieograniczone możliwości intelektualne, a jednocześnie pod pewnymi względami, zdaniem Spocka, przypominający dziecko. Te informacje pozwalają załodze „Enterprise” znaleźć odpowiedź na sygnał V’Gera i nie dopuścić do zagłady Ziemi. Jednak V’Ger nie bardzo chce zaakceptować swoje pochodzenie od „węglowych istot”, które uważa za niższe formy życia, i domaga się „połączenia ze stwórcą”. Komandor Decker podejmuje się spełnić jego życzenie.
Intryga filmu oparta jest na wielowymiarowym aspekcie spotkań różnych cywilizacji (bytów), które się od siebie radykalnie różnią, tak bardzo że komunikacja i wzajemne zrozumienie bywa niemożliwe. Początkowy brak możliwości odebrania sygnału od V’Gera został wprost przesadnie wyolbrzymiony, dla celów fabuły (przecież „Enterprise” wyposażony jest w imponującą liczbę czujników). Stanowi to istotę założeń serii stworzonej przez Gene’a Roddenberry’ego, który chciał ukazać do czego może doprowadzić wysłanie dowolnego obiektu stworzonego przez inteligencję (np. sondy, statku kosmicznego) w odległą podróż kosmiczną. Opierając się na prawdziwych wydarzeniach, film zadaje pytanie, co może się wydarzyć jeśli dotrze ona w końcu do jakiejś zaawansowanej cywilizacji, która niekoniecznie musi być biologiczna. Do czego może doprowadzić połączenie tych technologii, jakimi wytycznymi należy się wówczas kierować by nie miało to zgubnych konsekwencji.

## Obsada
- William Shatner jako James T. Kirk
- Leonard Nimoy jako Spock
- DeForest Kelley jako Leonard McCoy
- James Doohan jako Montgomery Scott
- George Takei jako Hikaru Sulu
- Walter Koenig jako Pavel Chekov
- Nichelle Nichols jako Uhura
- Stephen Collins jako komandor Willard Decker
- Majel Barrett jako doktor Christine Chapel
- Persis Khambatta jako porucznik Ilia

## Nagrody i nominacje
Oscary za rok 1979
- Najlepsza scenografia i dekoracje wnętrz – Harold Michelson, Joseph R. Jennings, Leon Harris, John Vallone, Linda DeScenna (nominacja)
- Najlepsze efekty specjalne – Douglas Trumbull, John Dykstra, Richard Yuricich, Robert Swarthe, David K. Stewart, Grant McCune (nominacja)
- Najlepsza muzyka oryginalna – Jerry Goldsmith (nominacja)

Złote Globy 1979
- Najlepsza muzyka – Jerry Goldsmith (nominacja)

Nagrody Saturn 1979
- Najlepsze efekty specjalne – Douglas Trumbull, John Dykstra, Richard Yuricich
- Najlepszy film SF (nominacja)
- Najlepsza reżyseria – Robert Wise (nominacja)
- Najlepsze kostiumy – Robert Fletcher (nominacja)
- Najlepsza muzyka – Jerry Goldsmith (nominacja)
- Najlepsza charakteryzacja – Fred B. Phillips, Janna Phillips, Ve Neill (nominacja)
- Najlepszy aktor – William Shatner (nominacja)
- Najlepsza aktorka – Persis Khambatta (nominacja)
- Najlepszy aktor drugoplanowy – Leonard Nimoy (nominacja)
- Najlepsza aktorka drugoplanowa – Nichelle Nichols (nominacja)